# Поліцейські і розбійники (фільм, 1973)
Поліцейські і розбійники (англ. Cops and Robbers) — американська кримінальна комедія 1973 року.

## Сюжет
Том і його напарник Джо — поліцейські з Нью-Йорка. Живуть на зарплату, а навколо красиве життя: нероби, повії, мафія і дорогі автомобілі. Поліцейським хочеться розбагатіти і забути про службу, але як це зробити? Очевидно, слід щось вкрасти, але що саме? Вони приходять за порадою до відомого мафіозі.

## У ролях
| Актор            | Роль                       |
| ---------------- | -------------------------- |
| Кліфф Гормен     | Том                        |
| Джозеф Болонья   | Джо                        |
| Шарлін Даллас    | секретарка                 |
| Джеймс Фергюсон  | продавець                  |
| Френсіс Фостер   | знесилена леді             |
| Гейл Горман      | Мері                       |
| Волт Горні       | п'яниця                    |
| Джордж Харріс II | Гаррі                      |
| Еллен Холлі      | міс Веллс                  |
| Ренді Юргенсен   | Ренді                      |
| Мартін Коув      | працівник швидкої допомоги |
| Дельфі Лоуренс   | багата леді                |
| Люсі Мартін      | Грейс                      |
| Артур Пірс       | працівник швидкої допомоги |
| Ніно Руджері     | містер Джо                 |
| Джон П. Райан    | Петсі О'Ніл                |
| Джо Спінелл      | Марті                      |
| Лі Стіл          | власник магазину           |
| Шепперд Страдвік | містер Істпул              |
| Джозеф Салліван  | Джек                       |
| Дольф Світ       | Джордж                     |
| Річард Ворд      | Пол Джонс                  |